# Camelobaetidius maidu
Camelobaetidius maidu is een haft uit de familie Baetidae. De wetenschappelijke naam van de soort is voor het eerst geldig gepubliceerd in 2005 door Jacobus & McCafferty.
De soort komt voor in het Nearctisch gebied en het Neotropisch gebied.